# William Bensinger
William Bensinger, né le 14 janvier 1840 et mort le 19 décembre 1918, est un soldat américain qui se battit pour l'Union durant la guerre de Sécession. Il devient le 25 mars 1863 la deuxième personne décorée de la plus haute distinction militaire américaine, la Medal of Honor, pour ses faits d'armes lors du raid d'Andrews en Géorgie en avril 1862.

## Distinctions
- Medal of Honor (États-Unis)